# Francis Ryan
Francis Ryan (Filadelfia, 10 gennaio 1908 – Filadelfia, 14 ottobre 1997) è stato un calciatore statunitense, di ruolo attaccante.

## Carriera
Prese parte ai mondiali del 1934 con la Nazionale statunitense.